# John Biehl
John Henry Biehl del Río (Valparaíso, 26 de agosto de 1939-17 de diciembre de 2023) fue un abogado, politólogo y diplomático chileno. Se desempeñó como ministro Secretario General de la Presidencia durante el gobierno del presidente Eduardo Frei Ruiz-Tagle, entre 1998 y 1999.

## Familia y estudios
Hijo de Otto Hansen Biehl Gilchrist (de ascendencia alemana y danesa), y de Olga Aline del Río Bretigneve (de ascendencia francesa), estudió Derecho en la Universidad Católica de Valparaíso, su ciudad natal, luego Desarrollo Nacional en los Países Bajos y, posteriormente, Ciencia Política en la Universidad de Essex (Reino Unido), donde obtuvo su magíster.
Se casó con Gloria Navarrete Borgoño, teniendo seis hijos; Juan Ignacio, María Loreto, Luis Felipe, María Cristina, Paula y Óscar.

## Carrera política y diplomática
Aunque nunca ha estado inscrito en las filas del partido, se le considera democratacristiano, debiéndose exiliar tras el golpe de Estado del 11 de septiembre de 1973.
Ganó experiencia diplomática haciendo consultorías y asesorando a diversos gobiernos, como el de Óscar Arias en Costa Rica, de quien se hizo muy cercano y al que apadrinó para el Premio Nobel de la Paz.
Fue director-fundador del Instituto de Ciencia Política de la Universidad Católica de Chile. Como funcionario de Naciones Unidas (concretamente del Programa de las Naciones Unidas para el Desarrollo (PNUD)) vivió también en Honduras, México y Panamá.
Durante el gobierno de Eduardo Frei Ruiz-Tagle fue embajador de Chile en los Estados Unidos y luego ministro secretario general de la Presidencia (1998-1999), rol que sirve de nexo entre el poder Ejecutivo y Legislativo.

## Después del Gobierno
Posteriormente trabajó para la Organización de los Estados Americanos (OEA), en el Departamento de Asuntos Políticos.[cita requerida]
Entre otras cosas, fue designado por el secretario general, su compatriota José Miguel Insulza, enviado especial para dirigir la misión de observar los procesos electorales regionales y presidenciales en Nicaragua, realizados el 5 de marzo y 5 de noviembre de 2006.